# Carla Romanelli
Carla Romanelli (Arezzo, Toscana, 23 d'agost de 1949) és una actriu, directora, productora teatral i escriptora italiana.
Va debutar al teatre infantil dirigit per la seva mare, Liliana Butterfly, que va escriure obres per a nens. Va completar els seus estudis d'humanitats i l'Escola d'Intèrprets Parlamentaris de Roma, especialitzant-se en anglès i rus. Va ser alumna de l'escola d’interpretació del mestre Alessandro Fersen, que la guiarà en l'estudi del drama i el psicodrama i de Giusi Raspani Dandolo, la seva guia del brillant gènere. Amb el pas del temps, va perfeccionar els seus estudis dramàtics a l'Actors Studio de Los Angeles, on es va instal·lar el 1970 amb el seu marit.
Va debutar a la televisió el 1967 com a "Blancaneus", als carrusels dirigits per Luciano Emmer. Va debutar al mateix temps, entre el 1967 i el 1968, a la televisió, al cinema i al teatre. Cap a la primera meitat dels anys setanta és escollida per interpretar papers secundaris en diverses pel·lícules en què sovint interactua amb el protagonista.
Va fer el seu debut teatral amb la Diavolerie (1968) d’Alessandro Fersen, que més tard la volia com a prima donna al Teatro Stabile di Bolzano a la comèdia Spudorata Verità de Peter Mueller; el 1972 va participar al Festival dei Due Mondi que es fa a Spoleto amb La Conversazione continuamente interrotta d'Ennio Flaiano juntament amb Renato Pozzetto i Cochi Ponzoni dirigida per Vittorio Caprioli. Més tard, l’actriu aconsegueix cert èxit a Prometeo Incatenato d'Èsquil, interpretant el paper d’Io.
L'actriu també va tenir el mèrit d'haver traduït algunes obres teatrals de l'anglès, després produït i pres de gira i ha creat una sèrie d'esdeveniments com el Concerto Around the World, per a la inauguració de l'Aspen Institute Italia, el concert inaugural dels Nastro d'Argento a la Galeria Nacional d'Art Modern i Contemporani de Roma, La costruzione di un gigantesco cervello al Festival de Spoleto (1989) per a Rita Levi-Montalcini, per tal d’afavorir l'estudi de joves estudiants, la Primera conferència mundial sobre doblatge per a la FIA (Federació Internacional d’Intèrprets).
El 1993, Carla Romanelli va col·laborar amb Tony Musante per a la traducció i interpretació d’una comèdia de Terrence McNally titulada Frankie and Johnny au clair de Lune dirigida per Raf Vallone, que després d’una llarga gira, també arribarà al Piccolo Teatro di Milano. El 1995 va traduir una comèdia escrita pel seu marit John Crowther titulada Affective Memories, que amb el títol italià L'Ultima Maschera farà la seva estrena mundial al Festival dei Due Mondi.
També activa en la producció, el 1994 va produir una obra d'Arthur Miller titulada The Last Yankee per al Festival dei Due Mondi i l’any següent per als festivals d'Edimburg i Spoleto un monòleg de Willard Simms titulat Einstein dirigit i protagonitzat pel seu marit John Crowther; més tard, el 1996, de nou per al festival Spoleto va produir Griffine e Sabine sota la direcció d'Edoardo Ponti.
També ha estat professora d'Història del teatre italià a l'escola de John Crowther de Los Angeles i, fins a la data, és professora d’història del teatre rus a l'escola d’interpretació Agorà de Roma.